# Erupcija Vezuva 79.
Od mnogih erupcija Vezuva, velikog stratovulkana u južnoj Italiji, najpoznatija je njegova erupcija 79. godine nove ere, koja je bila jedna od najsmrtonosnijih i najpoznatijih u europskoj povijesti.
U jesen 79. godine naše ere, Vezuv je izbacio smrtonosni oblak pregrijane tefre i plinova u visinu od 33 km, izbacio rastaljeno kamenje, usitnjeni plovućac i vrući pepeo brzinom 1,5 milijuna tona u sekundi, u konačnici oslobađajući 100 000 puta više toplinske energije od atomskog bombardiranja Hirošime i Nagasakija. Događaj je dobio ime po vezivskom tipu vulkanske erupcije, koju karakteriziraju stupovi vrućih plinova i pepela koji dopiru do stratosfere, iako je događaj također uključivao piroklastične tokove povezane s peleanskim erupcijama .
Događaj je uništio nekoliko gradova i manjih naselja na tom području, u to vrijeme u sastavu Rimskog Carstva. Pompeji i Hekulanej, izbrisani i zakopani ispod masivnih piroklastičnih valova i naslaga pepela, najpoznatiji su primjeri. Nakon što su arheološka iskapanja otkrila mnogo o životima stanovnika, područje je postalo glavna turistička atrakcija i sada je UNESCO-va svjetska baština i dio Nacionalnog parka Vezuv.
Ukupna populacija oba grada bila je preko 20.000. U Pompejima i Herkulaneju do sada su pronađeni ostaci više od 1.500 ljudi, iako ukupan broj žrtava erupcije ostaje nepoznat.

## Prethodni potresi
Veliki potres 5. veljače 62. godine prouzročio je veliko razaranje oko Napuljskog zaljeva, posebno u Pompejima. Dio štete još uvijek nije bio popravljen kada je vulkan eruptirao 79. godine.
Još jedan manji potres dogodio se 64. godine; zabilježio ga je Svetonije u svojoj Neronovoj biografiji i Tacit u Annales jer se to dogodilo dok je Neron bio u Napulju i prvi put nastupao u javnom kazalištu. Svetonije je zabilježio da je car nastavio pjevati tijekom potresa sve dok nije završio svoju pjesmu, dok je Tacit napisao da se kazalište srušilo nedugo nakon što je evakuirano.
Manji potresi prijavljeni su četiri dana prije erupcije 79. godine, ali stanovnici ovo nisu shvatili kao upozorenje. Stanovnici područja oko Vezuva bili su naviknuti na manja podrhtavanja u regiji; Plinije Mlađi je napisao da oni "nisu bili osobito alarmantni jer su česti u Kampaniji".

## Priroda erupcije
Rekonstrukcije erupcije i njezinih učinaka znatno se razlikuju u detaljima, ali imaju iste opće značajke. Erupcija je trajala dva dana. Plinije Mlađi, autor jedinog sačuvanog pisanog svjedočanstva, opisao je jutro prije erupcije kao normalno. Međutim, boravio je u Misenumu 29 km od vulkana preko Napuljskog zaljeva, i možda nisu primijetili rane znakove erupcije. Sljedeća dva dana nije imao priliku razgovarati s ljudima koji su svjedočili erupciji iz Pompeja ili Herkulaneuma (Pompeje u pismu nijednom nije spomenuo).
Oko 13 h, Vezuv je snažno eruptirao, izbacivši visinski stup iz kojeg su počeli padati pepeo i plovućac, pokrivajući područje. Tijekom tog vremena, dio ljudi je pobjegao i spasio se. U neko doba noći ili rano sljedećeg dana počela su piroklastična strujanja u neposrednoj blizini vulkana. Svjetla viđena na planini protumačena su kao požari. Ljudi čak do Misenuma bježali su spašavajući svoje živote. Tokovi su bili brzi, gusti i vrlo vrući, potpuno ili djelomično rušeći sve strukture na svom putu, spaljujući ili gušeći preostalo stanovništvo i mijenjajući krajolik, uključujući obalu. Popraćena su dodatnim slabim podrhtavanjima i blagim tsunamijem u Napuljskom zaljevu. Do večeri drugog dana erupcija je bila gotova, ostavljajući samo izmaglicu u atmosferi koja je zaklanjala sunčevu svjetlost.

Plinije Mlađi je napisao:
Široki su plamenovi sjali na nekoliko mjesta s Vezuva, a tama noći pridonijela je da bude još svjetlija i jasnija... Sada je svugdje drugdje bio dan, ali tamo je vladala dublja tama nego u najgušćoj noći.

### Stratigrafska proučavanja
Sigurðsson, Cashdollar i Sparks poduzeli su detaljnu stratigrafsku studiju slojeva pepela na temelju iskapanja i pregleda, objavljenu 1982. godine. Zaključili su da se erupcija odvijala u dvije faze, Vezuv i Pelean, koje su se izmjenjivale šest puta.
Prva plinijska faza projicirala je stup vulkanskih krhotina i vrućih plinova između 15 i 30 km u stratosferu. Ova faza je trajala 18 do 20 sati i raširila je plovućac i pepeo, formirajući  sloj debeo 2.8 metara prema jugu, prema Pompejima.
Sljedeća peleanska faza proizvela je piroklastične valove rastaljenog kamenja i vrućih plinova koji su dosegli sve do Misenuma, na zapadu. Koncentrirana na jugu i jugoistoku, dva piroklastična vala zahvatila su Pompeje sa slojem debelim 1.8 metara, uz spaljivanje i gušenje svih živih bića koja su ostala. Herkulanej i Oplontis primili su najveći teret valova i bili su zatrpani finim piroklastičnim naslagama, usitnjenim plovućcem i fragmentima lave do 20 metara duboko. Vjeruje se da su valovi 4 i 5 uništili i zatrpali Pompeje. Pojediji valovi se u naslagama prepoznaju po formacijama dina i poprečnih naslaga, koje nisu uzrokovane padalinama.
Erupcija se smatra primarno freatomagmatskom, tj. eksplozijom potaknutom energijom iz izlazne pare koju proizvodi morska voda koja prodire u duboko ukorijenjene rasjede i stupa u interakciju s vrućom magmom.

#### Vrijeme eksplozija
U članku objavljenom 2002. Sigurðsson i Casey zaključili su da je rana eksplozija proizvela stup pepela i plovućca koji je kišio na Pompeje na jugoistoku, ali ne i na Herkulaneum, koji je bio uz vjetar. Nakon toga, oblak se urušio jer su se plinovi zgusnuli i izgubili sposobnost nošenja čvrstog sadržaja.
Autori sugeriraju da se prve padavine pepela tumače kao ranojutarnje eksplozije male jačine koje se ne vide iz Misenuma, zbog čega je Rectina poslao svog glasnika na vožnju od nekoliko sati oko Napuljskog zaljeva, koja je tada bila prohodna, dajući odgovor do paradoksa kako se glasnik čudesno mogao pojaviti u Plinijevoj vili tako kratko nakon daleke erupcije koja bi mu ograničila kretanje.

### Magnetske studije
Studija Zanella, Gurioli, Pareschi i Lanza iz 2006. koristila je magnetske karakteristike preko 200 uzoraka kamena, crijepova i fragmenata žbuke prikupljeni iz piroklastičnih naslaga u i oko Pompeja za procjenu ravnotežnih temperatura naslaga.  Naslage su nastale piroklastičnim strujama gustoće (PDCs) koje su rezultat kolapsa plinijskog stupa. Autori tvrde da fragmenti preko 2–5 cm nisu bili u struji dovoljno dugo da poprime svoju temperaturu, koja bi bila mnogo viša. Stoga razlikuju temperature taloženja, koje su procijenili, i temperature ugradnje, za koje su u nekim slučajevima, na temelju karakteristika hlađenja nekih vrsta i veličina fragmenata stijena, vjerovali da ih također mogu procijeniti. Konačne brojke smatraju se onima za stijene u struji neposredno prije taloženja.
Sve kristalne stijene sadrže nešto željeza ili spojeva željeza, što ih čini feromagnetskim, kao i rimski krovni crijepovi i žbuka. Ovi materijali mogu steći rezidualno polje iz nekoliko izvora. Kada se pojedinačne molekule, koje su magnetski dipoli, drže u poravnanju tako što su vezane u kristalnu strukturu, mala polja se međusobno pojačavaju tvoreći preostalo polje stijene. Zagrijavanje materijala dodaje mu unutarnju energiju . Na Curievoj temperaturi, vibracija molekula je dovoljna da poremeti poravnanje; materijal gubi svoj rezidualni magnetizam i preuzima bilo koje magnetsko polje koje se može primijeniti na njega samo za vrijeme trajanja primjene. Autori ovaj fenomen nazivaju deblokadom. Smatra se da rezidualni magnetizam "blokira" nerezidualna polja.
Stijena je mješavina minerala, od kojih svaki ima svoju Curiejevu temperaturu; autori su stoga tražili spektar temperatura, a ne jednu temperaturu. U idealnom uzorku, PDC nije povisio temperaturu fragmenta iznad najviše temperature blokiranja. Neki sastavni materijali zadržali su magnetizam koji je nametnulo Zemljino polje kada je predmet formiran. Temperatura je podignuta iznad najniže temperature blokiranja; stoga su neki minerali ponovnim hlađenjem poprimili magnetizam Zemlje kakav je bio 79. godine. Široko polje uzorka bio je vektorski zbroj polja materijala s visokim blokiranjem i materijala s niskim stupnjem blokiranja.
Ova vrsta uzorka omogućila je procjenu niske temperature deblokiranja. Koristeći posebnu opremu koja je mjerila smjer i jakost polja na različitim temperaturama, eksperimentatori su podizali temperaturu uzorka u koracima od 40 °C od 100 °Cdok ne postigne nisku temperaturu deblokiranja. Lišeno jedne od svojih komponenti, cjelokupno polje promijenilo je smjer. Dijagram smjera pri svakom inkrementu identificirao je inkrement pri kojem se formirao rezultirajući magnetizam uzorka. To se smatralo ravnotežnom temperaturom naslaga. Uzimajući u obzir podatke za sve poraste naslaga došlo se do procjene porasta naslaga. Autori su otkrili da je grad Pompeji bio relativno hladno mjesto unutar mnogo toplijeg polja, što su pripisali interakciji valova s "tkivom" grada.
Istraživači rekonstruiraju slijed vulkanskih događaja na sljedeći način:
- Prvog dana erupcije, pad bijelog plovućca koji sadrži klastične fragmente do 3 cm padao je nekoliko sati.[24] Zagrijao je crijep na 120–140 °C.[25] Ovo je razdoblje bilo posljednja prilika za bijeg. Naknadno je drugi stup taložio sivi plovućac s klastitima do 10 cm, temperatura nije uzorkovana, ali se pretpostavlja da je viša, tijekom 18 sati. Ova dva pada bila su Plinijska faza. Kolaps rubova ovih oblaka generirao je prve razrijeđene PDC-ove, koji su morali biti razorni za Herkulanej, ali nisu ušli u Pompeje.
- Rano drugog jutra sivi se oblak počeo sve više skupljati. Dva velika valova pogodila su i uništila Pompeje. Herkulanej i sve njegovo stanovništvo više nisu postojali. Raspon temperature postavljanja prvog udara bio je 180–220 °C, minimalne temperature; drugoga, 220–260 °C. Temperatura taloženja prvog bila je 140–300 °C. Uzvodno i nizvodno od toka iznosio je 300–360 °C.[26]

Promjenjiva temperatura prvog udara nastala je zbog interakcije sa zgradama. Stanovništvo koje je preostalo u strukturalnim skloništima nije moglo pobjeći, jer su plinovi gorućih temperatura okruživali grad. Najniže temperature bile su u prostorijama pod urušenim krovovima. Oni su bili niži od 100 °C, vrelišta vode. Autori sugeriraju da su elementi dna toka odvojeni od glavnog toka topografskim nepravilnostima i da su hladniji uvođenjem turbulentnog okolnog zraka. U drugom udaru, nepravilnosti su nestale, a grad je bio vruć kao i okolno okruženje.
Tijekom posljednjeg udara, koji je bio vrlo razrijeđen, dodatni 1 metar naslaga palo je u regiji.

## Dva Plinija
Jedini sačuvani izvještaj očevidaca o događaju sastoji se od dva pisma Plinija Mlađeg, koji je u vrijeme erupcije imao 17 godina, upućena povjesničaru Tacitu i napisana nekih 25 godina nakon događaja. Promatranje prve vulkanske aktivnosti iz Misenuma preko Napuljskog zaljeva od vulkana, otprilike 29 km daleko, Plinije Stariji (ujak Plinija Mlađeg) pokrenuo je spasilačku flotu i sam otišao spasiti osobnog prijatelja. Njegov nećak je odbio pristupiti stranci. Jedno od nećakovih pisama govori o onome što je mogao otkriti od svjedoka iskustava svog strica. U drugom pismu, mlađi Plinije detaljno opisuje svoja opažanja nakon odlaska svog strica.

### Plinije Mlađi
Plinije Mlađi vidio je izuzetno gust oblak kako se brzo diže iznad planine:
 čiji vam izgled ne mogu dati točniji opis nego ga usporediti s izgledom bora, jer se uzdizao u veliku visinu u obliku vrlo visokog debla, koje se na vrhu širilo u vrsta grana. [...] činilo se ponekad svijetlim, a ponekad tamnim i pjegavim, prema tome što je bilo više ili manje impregnirano zemljom i pepelom.
Ovi događaji i zahtjev glasnika za evakuaciju morem potaknuli su starijeg Plinija da naredi operaciju spašavanja u kojoj je otplovio kako bi sudjelovao. Njegov nećak pokušao je nastaviti s normalnim životom, nastavio je učiti i kupati se, ali te je noći potres probudio njega i njegovu majku, zbog čega su napustili kuću i otišli u dvorište. Nakon drugog potresa u zoru, stanovništvo je napustilo selo. Nakon trećeg podrhtavanja, "činilo se da se more otkotrljalo i izbacilo iz svojih obala", što je dokaz tsunamija. Međutim, nema dokaza o velikoj šteti od djelovanja valova.
Crni oblak zaklonio je ranu svjetlost kroz koju su sijevali bljeskovi, koje Plinije uspoređuje s plahtastom munjom, ali opsežnijom. Oblak je zaklonio Point Misenum blizu i otok Capraia (Capri) s druge strane zaljeva. Stanovništvo se u strahu za svoje živote počelo dozivati i cestom vraćati s obale. Plinijeva majka ga je zamolila da je napusti i spasi vlastiti život, jer je bila previše stara da bi išla dalje, ali uhvatio ju je za ruku i odveo je što je bolje mogao. Padala je kiša pepela. Plinije je povremeno morao otresati pepeo kako bi izbjegao da ga zakopaju. Kasnije tog istog dana, pepeo je prestao padati, a sunce je slabo sjalo kroz oblak, ohrabrujući Plinija i njegovu majku da se vrate kući i čekaju vijesti o Pliniju Starijem. Pismo uspoređuje pepeo sa snježnim pokrivačem. Oštećenja od potresa i tsunamija na tom mjestu nisu bila dovoljno ozbiljna da bi spriječila nastavak korištenja kuće.

### Plinije Stariji
Plinijev ujak, Plinije Stariji, zapovijedao je rimskom flotom u Misenumu i u međuvremenu je odlučio izbliza istražiti fenomen u laganom brodu. Dok se brod spremao napustiti to područje, glasnik je došao od njegove prijateljice Rectine (Bassove žene) koja živi na obali blizu podnožja vulkana, objašnjavajući da njezina grupa može pobjeći samo morem i tražeći spas. Plinije je naredio hitno pokretanje galija flote za evakuaciju obale. Nastavio je svojim lakim brodom spašavati Rectinu.
Krenuo je preko zaljeva, ali je naišao na guste pljuskove vruće pepela, grumene plovućca i komade stijena u plićaku s druge strane. Nakon što mu je kormilar savjetovao da se vrati, rekao je " Sreća je naklonjena hrabrima " i naredio mu da nastavi do Stabija (oko 4.5 km ili 2,8 mi iz Pompeja), gdje je bio Pomponijan. Pomponijan je već bio nakrcao brod stvarima i spremao se krenuti, ali isti vjetar s kopna koji je donio Plinijev brod na to mjesto spriječio je bilo koga da ode.
Plinije i njegova družina vidjeli su plamenove koji su dolazili iz nekoliko dijelova planine, što su Plinije i njegovi prijatelji pripisali zapaljenim selima. Nakon što su prespavali, društvo je svojim snažnim podrhtavanjem istjeralo iz zgrade. Probudili su Plinija koji je drijemao i glasno hrkao. Odlučili su izaći na polja s jastucima zavezanim za glavu kako bi ih zaštitili od stijena koje su padale s neba. Ponovno su se približili plaži, ali vjetar se nije promijenio. Plinije je sjeo na rašireno jedro za njega i nije mogao ustati, čak ni uz pomoć. Njegovi prijatelji su zatim otišli, pobjegavši na kraju kopnom. Vrlo vjerojatno se srušio i umro, što je najpopularnije objašnjenje zašto su ga njegovi prijatelji napustili, iako Svetonije nudi alternativnu priču o tome kako je naredio robu da ga ubije kako bi izbjegao bol spaljivanja. Kako bi rob pobjegao ostaje misterij. U pismima njegova nećaka nema spomena o takvom događaju.
U prvom pismu Tacitu, njegov nećak je sugerirao da je njegova smrt posljedica reakcije njegovih slabih pluća na oblak otrovnog, sumpornog plina koji je lebdio nad skupinom. Međutim, Stabiae je bio 16 km od otvora (otprilike gdje se nalazi moderni grad Castellammare di Stabia), a na njegove suputnike isparenja očito nisu utjecala, pa je vjerojatnije da je korpulentni Plinije umro od neke drugi uzrok, poput moždanog ili srčanog udara. Astmatični napadaj također nije isključen. Njegovo tijelo pronađeno je bez vidljivih ozljeda sljedeći dan nakon što se oblak raspršio.

## Žrtve erupcije
Osim Plinija Starijeg, jedine druge značajne žrtve erupcije koje su poznate po imenu bile su herodovska edomska princeza Druzila i njezin sin Agrippa, koji je rođen u njezinu braku s prokuratorom Antoniusom Felixom. Također je rečeno da je pjesnik Cezije Bas (Caesius Bassus) umro u erupciji.
Do 2003. otprilike 1.044 odljeva napravljeni od otisaka tijela u naslagama pepela pronađeni su u i oko Pompeja, s razbacanim kostima još 100. U Herkulaneju su pronađeni ostaci oko 332 tijela (300 pod lučnim svodovima otkrivenim 1980.). Ukupan broj poginulih ostaje nepoznat.
Od 1044 žrtava, 38% je pronađeno u naslagama pepela, većina unutar zgrada. To se razlikuje od suvremenog iskustva tijekom posljednjih 400 godina kada su padavine pepela ubile samo oko 4% žrtava tijekom eksplozivnih erupcija. Ova kohorta se vjerojatno skrivala u zgradama kada su umrli. Preostalih 62% tijela pronađenih u Pompejima ležalo je u piroklastičnim naslagama, koje su ih vjerojatno usmrtile. U početku se vjerovalo da zbog stanja tijela pronađenih u Pompejima i obrisa odjeće na tijelima, nije vjerojatno da su visoke temperature značajan uzrok. Kasnije studije pokazale su da je tijekom četvrtog piroklastičnog udara (prvog vala koji je stigao do Pompeja), temperatura dosegla 300 °C, što je bilo dovoljno da ubije ljude u djeliću sekunde. Zgrčeni položaji tijela kao da su zaleđena u pokretu nisu bili posljedica duge agonije, već grča, posljedice toplinskog šoka na leševima. Vrućina je bila toliko intenzivna da su organi i krv isparili, a mozak najmanje jedne žrtve bio je pretvoren u staklo zbog temperature.
Herkulanej, koji je bio mnogo bliže krateru, smjer vjetra spasio je od pada tefre, ali je zatrpan ispod 23 metra materijala nataloženog piroklastičnim valovima. Vjerojatno je većina ili sve poznate žrtve u ovom gradu ubijene valovima, posebno s obzirom na dokaze o visokim temperaturama pronađenim na kosturima žrtava pronađenim u lučnim svodovima na morskoj obali i postojanju karboniziranog drva u mnogim zgradama. Ti su ljudi bili koncentrirani do čak tri po četvornom metru i svi su bili zahvaćeni prvim valom, umirali od toplinskog udara i djelomično karbonizirani kasnijim i toplijim valovima. Svodovi su najvjerojatnije bile kućice za čamce, budući da su poprečne grede iznad glave vjerojatno služile za vješanje čamaca koji su korišteni za raniji bijeg dijela stanovništva. Kao je samo 85 metara obale iskopano, još žrtava možda čeka da budu iskopane.

## Datum erupcije
Vezuv i njegova razorna erupcija spominju se u rimskim izvorima iz prvog stoljeća, ali ne i dan erupcije. Na primjer, Josip Flavije u svojim Židovskim starinama spominje da se erupcija dogodila "u dane Tita Cezara" Svetonije, povjesničar iz drugog stoljeća, u svom Titovom životu jednostavno kaže: "Bilo je nekih strašnih katastrofa tijekom njegove vladavine, kao što je erupcija Vezuva u Kampaniji."
Pišući više od stoljeća nakon stvarnog događaja, rimski povjesničar Dion Kasije Kokcejan (kako je prevedeno u izdanju Loeb Classical Library iz 1925.) napisao je: "U Kampaniji su se dogodili izvanredni i strašni događaji; jer je veliki požar iznenada buknuo na samom kraju ljeta."
Više od pet stoljeća, otprilike do 2018., članci o erupciji Vezuva obično su navodili da je erupcija započela 24. kolovoza 79. godine. Ovaj datum dolazi iz tiskane kopije pisma Plinija Mlađeg rimskom povjesničaru Tacitu iz 1508. godine, izvorno napisanog nekih 25 godina nakon događaja. Plinije je bio svjedok erupcije i dao je jedini poznati iskaz očevidaca. Tijekom četrnaest stoljeća ručnog prepisivanja rukopisa do tiskanja njegovih pisama 1508., datum naveden u Plinijevom izvornom pismu možda je bio iskrivljen. Stručnjaci za rukopise vjeruju da je izvorni datum koji je Plinije naveo bio 24. kolovoza, 30. listopada, 1. studenog ili 23. studenog. Ovaj neobični raštrkani skup datuma nastao je zbog konvencije Rimljana za opisivanje kalendarskih datuma. Velika većina postojećih srednjovjekovnih rukopisa – nema sačuvanih rimskih kopija – ukazuje na datum koji odgovara 24. kolovozu. Od otkrića gradova, to je prihvatila većina znanstvenika i gotovo sve knjige napisane o Pompejima i Herkulaneju za širu javnost.
Barem od kasnog 18. stoljeća, manjina među arheolozima i drugim znanstvenicima sugerirala je da je erupcija započela nakon 24. kolovoza, tijekom jeseni, možda u listopadu ili studenom. Godine 1797. istraživač Carlo Rosini izvijestio je da su iskapanja u Pompejima i Herkulaneju otkrila tragove voća i žeravnica koji ukazuju na jesen, a ne na ljeto.
U novije vrijeme, 1990. i 2001., arheolozi su otkrili više ostataka jesenskih plodova (kao što je šipak), ostatke žrtava erupcije u teškoj odjeći i velike zemljane posude za pohranu natovarene vinom (u vrijeme kada ih je zatrpao Vezuv ). Otkriće povezano s vinom sugerira da se erupcija mogla dogoditi nakon berbe grožđa.
Godine 2007., studija o prevladavajućim vjetrovima u Kampaniji pokazala je da je jugoistočni uzorak krhotina erupcije iz prvog stoljeća sasvim u skladu s jesenskim događajem i nedosljedan s datumom u kolovozu. Tijekom lipnja, srpnja i kolovoza prevladavajući vjetrovi teku prema zapadu – u luku između jugozapada i sjeverozapada – gotovo cijelo vrijeme.
Dok je car Tit iz dinastije Flavijevaca (vladao od 24. lipnja 79. do 13. rujna 81.) pobjeđivao na bojnom polju (uključujući zauzimanje Jeruzalemskog hrama) i njegova je uprava u čast toga izdala kovanice nabrajajući njegova sve veća priznanja. S obzirom na ograničen prostor na svakom novčiću, njegova su postignuća utisnuta na novčiće pomoću tajanstvenog kodiranja. Dva od ovih novčića, iz ranog razdoblja Titove vladavine, pronađena su u ostavi pronađenoj u Kući zlatne narukvice u Pompejima. Iako su datumi kovanja novčića donekle sporni, numizmatički stručnjak u Britanskom muzeju, Richard Abdy, zaključio je da je najnoviji novčić u ostavi kovan 24. lipnja ili kasnije (prvi datum Titove vladavine) i prije 1. rujna 79. godine. Abdy navodi da je "izvanredno da će obima novčićima trebati samo dva mjeseca nakon kovanja da uđu u opticaj i stignu do Pompeja prije katastrofe."
U listopadu 2018. talijanski su arheolozi otkrili natpis ugljenom koji glasi "16. dan prije kalendi u studenom", datiran 17. listopada (79. godine poslije Krista jer je malo vjerojatno da je bio star godinu dana) koji postavlja najraniji mogući datum za erupcija. Grupna studija iz 2022. odredila je datum od 24. do 25. listopada.

## Vanjske poveznice
- Home. AD79 Destruction and Rediscovery Information on the eruption, the locations destroyed, and subsequent rediscovery.
- A Day in Pompeii - Full-length animation na YouTubeu by ZERO ONE and the Melbourne Museum — animation demonstrating what it would have looked like to see the eruption's effects on the city.